# Jacques Plafond
Jacques Plafond is een personage van Wim T. Schippers. Plafond was de presentator van het radioprogramma Ronflonflon dat tussen oktober 1984 en januari 1991 op woensdag, aanvankelijk van 15.00 tot 16.00 uur maar vanaf december 1985 tussen 17.00 en 18.00 uur, werd uitgezonden op Hilversum 3, vanaf 1 december 1985 Radio 3. Plafond was tevens een personage in verschillende televisieseries van Schippers, onder andere de van het radioprogramma afgeleide negendelige televisieserie Plafond over de vloer uit 1986.
Overigens gebruikte Schippers de naam Jacques Plafond als pseudoniem al vanaf 1973 voor zijn werkzaamheden als componist-tekstschrijver voor liedjes en muzikale composities op zijn eigen platenlabel Darkanivap Records. Onder deze naam bracht hij in dat jaar, naast nummers voor onder andere Gerrit Dekzeil en Sjef van Oekel, onder dit pseudoniem de single Le Credo du Paysan (met op de B-kant Assez de Barratinage) uit. Ook het in 1974 door Patty (ps. Marion Biesthorst) op Polydor (label 2001 531) vertolkte Lazy Baby en het in 1984 als flexidisc voor het blad Skoop (Scoopdisque 003 B.) met het door Fay Lovsky als Marilyn 'Fay' Monroe vertolkte Hello, Here Ben Ik (Dan) verschenen onder dit pseudoniem.
De naam Jacques Plafond werd door Schippers voor de derde keer gebruikt in 1978 toen hem voor een auditie gevraagd werd een pseudoniem in te vullen. Aanvankelijk dacht hij aan de naam "Billy Masters" (vertaling van Wim Schippers) maar dat pseudoniem was al door iemand gebruikt.

## Ronflonflon
Jacques Plafond praatte in het radioprogramma Ronflonflon steevast door alle platen heen, schroomde er niet voor een plaat af te kondigen met de opmerking dat hij het een "kutplaat" vond, liet zijn gasten aan de telefoon het liefst niet uitpraten en sprak iedereen aan met "joe" om het probleem te omzeilen of mensen met jou of u moesten worden aangesproken. Het programma Ronflonflon was in het algemeen een gezellige chaos, en ook tijdens liveopnamen die soms in het land werden opgenomen, vlogen de singles door de zaal.
Hij bedankte zijn luisteraars nooit voor het luisteren aan het eind van de uitzending, maar vond dat de luisteraars hem maar moesten bedanken voor het maken van weer een Ronflonflon-uitzending. Ook was hij niet erg vleiend over zijn collega-dj's. Zo noemde hij Lex Harding 'Lex Haring' en in aflevering 60 vond hij dat hij niet zo een dikke kop had als Frits Spits. De file-informatie werd beëindigd nadat de aankondiging hiervan na een tergend lang durend inleidings-jingle ook nog eens werd aangevuld met een onzinnig vraaggesprekje met de ANWB-medewerker, die er daarna definitief voor dit programma de brui aan gaf.
Memorabel is ook het weken van tevoren aangekondigde Grote Gerard Reve Interview. Op de dag van het interview zelf had hij Reve aan de telefoon en zijn eerste (en zo bleek: enige) vraag aan de volksschrijver was: "Gelooft joe nu werkelijk in God?", waarop Reve de hoorn op de haak smeet.
Zijn stropdas hing altijd links over zijn schouder over zijn rug (voor de kijkers rechts).

## Televisieseries

### Van Oekel's Discohoek
In de twaalfde en tevens laatste aflevering van Van Oekel's Discohoek in 1975 (met zijn assistent Ir. Evert van der Pik (Jaap Bar) als boekhouder) kwam het figuur Jacques Plafond voor het eerst voor als zanger, nog met lang haar tot op de schouders, een snor en baard en staand op blokhakken. Ook Jan Vos was in deze aflevering te zien.

### De Lachende Scheerkwast

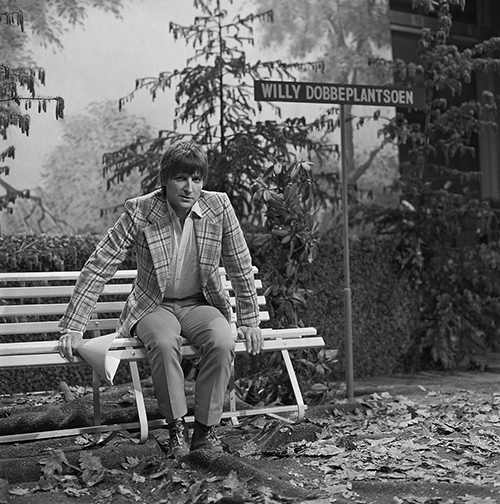
Wim T. Schippers in het Willy Dobbeplantsoen tijdens een werkopname van De Lachende Scheerkwast in 1981

In 1981 was er bij de VPRO de televisieserie De Lachende Scheerkwast. In deze serie kwam het figuur Jacques Plafond weer voor. Hij was tevens de schrijver van de serie wat overduidelijk bleek. Daar de VPRO niet geheel tevreden was kwam er na zes afleveringen een voorlopig einde aan.
Om toch de verhaallijn te kunnen voortzetten ging de serie voor vijf afleveringen op de radio door. Dit gebeurde als hoorspel vanuit de Mazzo, live in het radioprogramma Mia's andere wereld. In het radioarchief op de VPRO-website is nog een aflevering te beluisteren.
Gé Braadslee (Mimi Kok), die getrouwd was met Sjef van Oekel, repeteerde hun nummer in haar flat met Jantje Vos (Clous van Mechelen) op de vleugel. Ook Boy Bensdorp kwam af en toe langswippen. Voorts kwamen ook Elsje de Wit en de oma van Boy Bensdorp al in de serie voor. Voorts speelden mee Cor Galis als Cornelis Redel en Hetty Blok als Mia Zeef. Ook was er sprake van het theater 't Kuttje, in Appelscha (of dat ook al met 2 t's was is niet duidelijk, maar wel waarschijnlijk.) In principe was dit programma een voorloper van Ronflonflon.
Wim T. Schippers kon na deze vijf radioprogramma's toch weer zes nieuwe tv-afleveringen van De Lachende Scheerkwast maken.

### Opzoek naar Yolanda
In de tv-serie Opzoek naar Yolanda uit 1984, die gelijktijdig werd uitgezonden met de eerste Ronflonflon-uitzendingen, kwamen de personages uit De Lachende Scheerkwast ook voor.

## Omroeper
Voor één avond was Jacques Plafond ook omroeper op de zondagavond bij de VPRO: deze omroep had als enige geen omroepers en in het kader van kunstenaars die een avond tussen de programma's hun audiovisuele werk konden laten zien (o.a. Jaap Drupsteen) was ook Wim T. Schippers als kunstenaar uitgenodigd. Naast het als Jacques Plafond 'normaal' aankondigen van de programma's nam ook op een moment Henk J. Pal plaats naast hem met een minuten durend lachsalvo waarbij Jacques zwijgzaam toekeek. Hij beëindigde de avond, slechts enkele minuten na middernacht, met "Goedemorgen kijkers", wat men toen na nachtuitzendingen op de televisie gewoon was te doen, maar nooit zo vroeg.

## Trivia
- In 1980 bracht Wim T. Schippers onder de naam Jacques Plafond en his Plafonnières de elpee Hark! uit. Deze verscheen in het kader van zijn openingsvoorstelling van het Holland Festival, onder het label CBS. Hark! is een Zappaiaans aandoend rockalbum zonder gitaren. Jacques Plafond noemde deze elpee in een van zijn Ronflonflon-uitzendingen "...de schier onvindbare LP HARK!" (er was namelijk ruzie over de distributie ontstaan, waardoor de meeste van de lp's nooit de platenzaak haalden).